# روجر هولت
روجر هولت (بالإنجليزية: Roger Holt)‏ هو لاعب كرة قاعدة أمريكي، ولد في 8 أبريل 1956 في دايتونا بيتش في الولايات المتحدة.

## وصلات خارجية
- روجر هولت على موقعبيزبول رفرنس.كوم (الدوري الرئيسي) (الإنجليزية)
- روجر هولت على موقع مشجعي الرسوم البيانية (الإنجليزية)